# Shaina Magdayao
Shaina García Magdayao (nacida el 6 de noviembre de 1989 en Ciudad de Quezon, Filipinas), es una actriz y cantante filipina. Su hermana mayor es la actriz y cantante Viña Morales.

## Biografía
Shaina Magdayao nació en Ciudad Quezón el 6 de noviembre de 1989, de madre española, Deanne García y padre filipino, Enrique Magdayao. Su familia originarios de Bogo, Cebú, ambos se trasladaron a Manila, donde su hermana Viña Morales desarrolló su talento artístico. Aparte de Viña, ella también tiene dos hermanas llamadas Sheila y Sheryl, además en el plano personal su novio es el actor John Prats.

## Carrera
Magdayao comenzó su carrera cuando se hizo conocer a los siete años de edad, en la serie dramática de Filipinas "Lyra", interpretando al personaje principal. Fue descubierta por ABS-CBN y formó parte de la familia "Magic Star" a una edad joven. Magdayao se incluyó en el elenco para demostrar en un programa recién renovado de la TV Ang, Kaybo y luego fue incorporada junto a otras dos niñas actrices de la década de 1990, Camille Prats y Serena Dalrymple, como la estrella principal de ABS-CBN en la serie "Marinella", interpretando el personaje de Rina. En el 2000, cuando Shaina tenía 11 años de edad, lanzó su primer álbum homónimo debut con Star Records, la única compañía conocida también como "Danza Sweet Lullabye", donde se realizó un video musical con la canción que fue a menudo para desempeñar antes de la serie Marinella, que estaba dirigida a jóvenes. Magdayao también ha desempeñado funciones siendo considerada como la hija de una amplia gama de celebridad en su natal Filipinas, denominación que era conocido como los "Padres de la Pantalla". Fue un personaje interpretado en 2003, para un proyecto que estuvo a cargo de Guillén Laurice Tanging Yaman, donde ganó su primer premio como la mejor actriz infantil de FAMAS (Filipino Academia de las Artes y las Ciencias Movie Awards) y una de las más populares niñas con premiaciones conocido como "Actress Award" en 2002 de Guillermo Mendoza Awards. También ha recibido un galardonado personaje de Ai Ai que fue protagonizada por Alas, Ang Tanging Ina. También había recibido previamente el premio como la Mejor Artista Infantil en Parangal ng Bayan, en 1999 y el mejor personaje de televisión de un nuevo denomativo de Premios Estrella en 1999. En 2002, protagonizó una serie de fin de semana difundida en horarios de la tarde, llamado K2BU, junto a Bea Alonzo. En un momento, ella aparecido en varias series dramáticas y comedias, mientras se acomodaba para asistir a la escuela. También comenzó a participar en una escuela de hogar a finales de 2004, ya que ella misma se encontraba ocupada con sus diversos trabajos. En 2005, se incluyó en el elenco de la más subestimada de Filipinas, de la serie dramática en horario estelar en series como ikaw Ang Lahat Sa Akin, junto a Claudine Barretto, Diether Ocampo y Bea Alonzo. Fue aquí donde se hizo pareja con el actor y bailarín Rayver Cruz, quien también fue emparejado en varias producciones. También fue uno de los cilindros de la serie de televisión Erik Matti, Rounin, en virtud de Rono Chito, a través de ABS-CBN en 2006. Ella es parte del elenco regular de ABS-CBN 's Show, difundido los fines de semanas de lo antes posible. Magdayao es miembro de la cadena ABS-CBN, como parte del  círculo de talento donde cosecha su propio talento en Star Magic. Actualmente es coprotagonista en kambal uma SA, una serie dramática producida también por ABS-CBN con Melissa Ricks, Río Locsin, Matt Evans y Jason Abalos. 
Magdayao también comenzó a modelar para promocionar productos dirigido solo para niñas. Cuando era niña, era una modelo para una empresa de ropa, como la marca Garfield, así es como aparece en anuncios de televisión para Magnolia Chocolait, Lemon Plazas Productos y Ricitos de oro. También fue una de las modelos cada vez más jóvenes para la compañía de ropa Ben Chan's Bench, de una avanzaba jerarquía de productos para niños. Si bien dichas empresas donde Magdayao trabajaba, las modelos actuales siguen promocionando una línea de productos para mujeres de la sociedad de misma empresa de ropa. Magdayao ha invertido de sus ingresos desde la infancia en empresas comerciales. En la actualidad es propietaria de una rama de negocios llamado, YSTILO,  que es un salón de belleza con un complejo de apartamentos, 20-puerta. 

## Programas y Filmografía

### Televisión
| Año  | Título                                             | Personajes                |
| TBA  | Rubi                                               | Maribel dela Fuente       |
| 2009 | Komiks Presents: Isang Lakas                       | Rona / Dragonna           |
| 2009 | Kambal sa Uma                                      | Vira Ocampo / Marie Perea |
| 2008 | Komiks Presents: Mars Ravelo's Dragonna            | Rona / Dragonna           |
| 2008 | Your Song: "A Million Miles Away"                  | Lizzie                    |
| 2008 | Lobo                                               | Gabby / Gabrielle Dizon   |
| 2007 | Maalaala Mo Kaya: "Telebisyon"                     | Onay                      |
| 2007 | Your Song: "Break It To Me Gently"                 | Maya                      |
| 2007 | Your Song: "Just A Smile Away"                     | Joan                      |
| 2007 | Rounin                                             | Selene                    |
| 2007 | Love Spell: "Shoes Ko Po, Shoes Ko ’Day!"          | Dianne                    |
| 2006 | Star Magic Presents: Abt Ur Luv                    | Neri Larazaga             |
| 2006 | Star Magic Presents:My Friend, My Love, My Destiny | Yeng                      |
| 2006 | Your Song: "Cuida"                                 | Pam Sue                   |
| 2006 | Love Spell: "Charm & Crystal"                      | Charm                     |
| 2006 | Komiks Presents: "Bampy"                           | Sampaguita Vendor         |
| 2006 | Komiks Presents: "Agua Bendita"                    | Agua / Bendita            |
| 2005 | ASAP                                               | Herself                   |
| 2005 | ASAP Fanatic                                       | Herself                   |
| 2005 | Ikaw Ang Lahat Sa Akin                             | Hazel Fontanilla          |
| 2005 | Til Death Do Us Part                               | Darling                   |
| 2004 | Seasons of Love                                    | Shane                     |
| 2003 | Ang Tanging Ina                                    | Seven / Severina          |
| 2003 | Bida si Mister, Bida si Misis                      | Shaina                    |
| 2002 | Kay Tagal Kang Hinintay                            | Gwen / Guinivere Martínez |
| 2002 | K2BU                                               | Bullet / Violeta García   |
| 2001 | Sa Dulo Ng Walang Hanggan                          | Young Carmela             |
| 1999 | Flames                                             | ----                      |
| 1999 | Marinella                                          | Rina                      |
| 1997 | Mula Sa Puso                                       | Jennifer                  |
| 1997 | Kaybol: Ang Bagong TV                              | Herself                   |
| 1992 | Ang TV                                             | Herself                   |

### Películas
| Año  | Título                            | Personajes          |
| 2009 | Nieves                            | w/ Marian Rivera    |
| 2009 | Villa Estrella                    | Ana                 |
| 2008 | Ang Tanging Ina Ninyong Lahat     | Severina/Seven      |
| 2007 | Katas ng Saudi                    | Cathy               |
| 2007 | Bahay Kubo                        | Rose                |
| 2007 | Happy Hearts                      | Kristine Ricafuente |
| 2003 | Ang Tanging Ina                   | Severina/Seven      |
| 2002 | Agimat: Ang Anting-Anting ni Lolo |                     |
| 2002 | Mga Batang Lansangan...Ngayon     | Sharmaine           |
| 2000 | Tanging Yaman                     |                     |
| 1999 | Wansapanataym: The Movie          | Ana                 |
| 1999 | Hinahanap-hanap Kita              | Nina                |
| 1998 | Hiling                            | Abi                 |
| 1998 | Pagdating ng Panahon              | Babe                |

- Datos: Q3545292
- Multimedia: Shaina Magdayao / Q3545292